# Umberto Marengo
Umberto Marengo   (Giaveno, 21 de juliol de 1992) és un ciclista italià, professional des del 2019, quan fitxà pel Bardiani CSF Faizanè. La primera cursa important que disputà fou la Milà-Sanremo, on finalitzà en 77a posició. A l'agost va guanyar a l'etapa inaugural del Tour de Utah, la primera victòria com a professional.

## Palmarès
- 2017
  - 1r a la Challenge del Príncep-Trofeu de l'Aniversari
  - 1r al Gran Premi Città di Montegranaro
  - Vencedor d'una etapa a la Volta a Tenerife
- 2018
  - 1r al Circuit del Compitese
  - 1r al Circuit Castelnovese
  - 1r al Giro d'Emília amateur
  - 1r a la Coppa Messapica
  - 1r al Gran Premi Somma
- 2019
  - Vencedor d'una etapa al Tour de Utah

### Resultats al Giro d'Itàlia
- 2021. 139è de la classificació general